# Лан (Белгия)
Вижте пояснителната страница за други значения на Лан.
Лан (на френски: Lasne) е селище в Централна Белгия, окръг Нивел на провинция Валонски Брабант. Населението му е около 13 900 души (2006).

## Известни личности
Починали в Лан
- Едгар Жакобс (1904-1987), автор на комикси